# De trage straffen van de goden
De trage straffen van de goden (Oudgrieks: Περὶ τῶν ὑπὸ τοῦ θείου βραδέως τιμωρουμένων, Latijn: De sera numinis vindicta) is een filosofisch-religieus essay van de filosoof Plutarchus dat deel uitmaakt van zijn Moralia. Het is geschreven na 81 n.Chr., vermoedelijk eind jaren negentig. Het vertrekpunt is de vraag waarom mensen niet direct door goden gestraft worden voor hun misdaden. De vraag hiernaar werd in de eerste eeuwen van belang, omdat de oude voorstelling van immorele Olympische goden meer en meer week voor de voorstelling van het goddelijke als het goede en beschermer van morele orde.
Plutarchus draagt enkele verklaringen aan, waarbij de focus niet ethisch maar theologisch is. In zijn benadering is hij beïnvloed door het stoïcisme en vooral het platonisme, maar een epicuristische benadering wijst hij van de hand. Zijn hoofdaanname is dat goddelijke bestraffing als doel geestelijke zuivering en dus zielenzorg is.
De eerste verklaring is dat de trage bestraffing door goden als doel heeft om de menselijke deugd te trainen, en om directe vergeldingsdrang af te leren. De tweede verklaring is dat god de misdadiger tijd wil geven om zijn leven te beteren. De derde oplossing is dat god slechte mensen gebruikt om het goede op aarde te produceren. Als vierde mogelijkheid noemt Plutarchus dat bestraffing wordt uitgesteld tot de juiste tijd en plaats, zodat die adequaat is. Als vijfde verklaring stelt hij dat bestraffing altijd volgt op onrecht. De platonische en stoïsche opvatting was namelijk dat ondeugd en misdaad de menselijke ziel, het belangrijkste deel van de mens, onvermijdelijk verstoort en corrumpeert. Daardoor wordt de misdadiger ongelukkig, wat zich uit in dromen, angsten, emotionaliteit, spijt en wanen. Deze benadering is dus pathologisch. De zesde mogelijke verklaring is dat de straf wordt uitgevoerd op het nageslacht van de misdadiger, een traditionele opvatting bij de Grieken.
Plutarchus besluit zijn essay met een mythe over Aridaeus van Soli die een slecht leven leidt en komt te overlijden. Hij ondergaat een uittreding en krijgt een glimp te zien van het hiernamaals, waarin onder andere slechte zielen worden gestraft voor hun wandaden. Daarna keert de ziel van Aridaeus terug in zijn lichaam, waarna de man een goed leven besluit te leven. Plutarchus schreef nog twee eschatologische mythen, namelijk in Over de daimon van Socrates en in Over het gezicht in de maan. Deze drie essays vormen een thematische eenheid.

## Bron
- Plutarch. Essays. Vert. R. Waterfield. London: Penguin, 1992, blz. 238-249.